# Morti nel 54 a.C.
| Questa pagina contiene informazioni ricavate automaticamente dalle voci biografiche con l'ausilio del template Bio e di un bot. L'aggiornamento è periodico e automatico e ricostruisce completamente la pagina. Se manca una persona in questa lista, sei pregato di non aggiungerla, ma accertati piuttosto che la sua voce biografica contenga il template Bio e che i dati anagrafici siano correttamente compilati. Se il template Bio manca, inseriscilo tu stesso o, in alternativa, metti l'avviso {{tmp\|Bio}} che ne segnala la mancanza. Se i dati riportati sono sbagliati, correggi direttamente la voce biografica; le modifiche saranno visibili in questa lista entro pochi giorni. Per chiarimenti vedi il progetto biografie. La lista contiene solo le 8 persone che sono citate nell'enciclopedia e per le quali è stato implementato correttamente il template Bio. Pagina aggiornata al 18 apr 2025. |

- 31 luglio - Aurelia Cotta, romana (n. 120 a.C.)
- Cingetorige, principe e condottiero gallo
- Dumnorige, principe gallo
- Giulia, nobildonna romana (n. 76 a.C.)
- Mitridate IV di Partia, sovrano
- Lucio Petrosidio, militare romano
- Tasgezio, principe gallo
- Lucio Valerio Flacco, politico romano